# 質権
質権（しちけん）とは、担保物権の一種。債権の担保として債務者または第三者から受け取った物を債務が弁済されるまで留置することにより債務者の弁済を間接的に促し、さらに弁済されない場合にはその物から優先弁済を受ける、債権者の権利である。
日本の民法では第342条以下に規定がある。
- 民法は、以下で条数のみ記載する。

## 概説

### 質権の機能と効力
質権では質権者が目的物である質物を占有し、債務者が弁済期に債務を弁済しなければ質権設定者（通常は債務者）は当該目的物（質物）の所有権を失う。この心理的圧迫によって弁済を強制することを留置的効力という。また、質権者は質物を換価（原則として競売）し、その代金から優先弁済を受けることができ、これを優先弁済的効力（優先弁済権）という。

### 質権の性質
- 付従性（附従性）
- 随伴性
- 不可分性（350条・296条）
- 物上代位性（350条・304条）

## 質権の種類
- 動産質権（動産質も参照）
動産に設定できる典型担保物権はこの質権のみであるが、実務的要請に応えきれず、譲渡担保などの非典型担保物権が生み出されている。

- 不動産質権
不動産に設定される質権であるが、実際にはあまり利用されていない。
不動産質権については存続期間が10年を超えることが出来ない（360条）。

- 権利質
有体物ではない財産権（たとえば著作権、特許権などの知的財産権、債権）の上にも質権を設定することができる（362条1項）。
権利質においては債権質権者が自己の名において債務者に履行を請求できるというメリットがある（366条2項）。取り立てた債権が金銭債権であれば、そのまま自己の債権の弁済に充当することもできる。
実務上、最も多く利用されるのは、建物に抵当権の設定を受けるときに、抵当権者がその建物に付された火災保険の保険金請求権に債権質を設定し、抵当権の目的たる建物が滅失しても、火災保険の保険金から優先弁済を受けるというケースである。
株式に質権を設定した場合は、株式会社に対し、株主名簿に記載し、又は記録することを請求することができる（会社法第148条）。

## 質権の設定
質権は質権設定契約により設定される。また、質権は即時取得できる（192条）。

### 質権の効力発生要件
質権は譲り渡すことができない物を目的物とすることができず（343条）、質権は債権者にその目的物を引き渡すことによって効力を生じ（344条）、質権設定者に、代理占有させることが出来ない（345条）。

### 質権の対抗要件
- 動産質
動産質権の対抗要件は占有の継続である（352条）。したがって、質物を侵奪された場合、質権による回収はできず、占有回収の訴えのみによって返還請求をしうる（353条）。
- 不動産質
不動産質権の対抗要件は不動産登記である（361条）。
- 権利質
権利質の対抗要件は債権の種類によって異なる。
  - 指名債権の場合

指名債権については債権譲渡と同様である（364条、467条）。
債務者対抗要件は第三債務者（質権の目的たる債権の債務者）への通知または第三債務者の承諾である。
第三者対抗要件は確定日付ある証書による第三債務者への通知または第三債務者の承諾である。
  - 指図債権の場合

指図債権については裏書である（365条）。ただし、手形、小切手、倉庫証券、船荷証券等の有価証券については、裏書は効力要件である。
この他、法人の有する債権については、動産及び債権の譲渡の対抗要件に関する民法の特例等に関する法律（動産債権譲渡特例法）による登記により、対抗要件を備えることもできる。

### 流質契約の禁止
質権設定契約や債務の弁済期前の契約において流質契約（質権者に弁済として質物の所有権を取得させ、その他法律に定める方法によらないで質物を処分させる契約）を結ぶことは禁じられている（第349条）。ただし、商法は商行為の営利性などの性質を考慮して、民法第349条は商行為によって生じた債権を担保するために設定された質権には適用されないとしている（商法515条）。なお、質屋営業法は営業質屋につき特則を設けている（質屋営業法第19条）。

## 質権の効力

### 質権の及ぶ範囲
- 動産質
主物に質権が設定された場合、引き渡された従物には質権の効力が及ぶ（87条）。
原則として果実には効力が及ばないが、果実を収取して弁済に充当することができる（350条が準用する297条）。
- 不動産質
原則として目的物の不動産に付加して一体となっている物に及ぶ（361条・370条）。

### 質権者の権利

#### 留置的効力
- 動産質 - 認められる（347条）
- 不動産質 - 認められる（347条）
- 権利質 - 留置的効力を観念できないとされる。

#### 優先弁済的効力
- 動産質
  - 原則として競売による。質権者は目的物を執行官に提出したり差押承諾文書を提出したりすれば競売手続きが開始する（民事執行法190条）。他の債権者が目的物を先に差し押さえた場合、質権の存在を証明する文書を提出すれば配当要求ができる（民事執行法133条、同192条）。競売を経た買受人には目的物の即時取得が認められる。
  - 民法上の簡易な弁済充当による方法もある（354条）
  - 果実収取による優先弁済が認められる（350条・297条）
- 不動産質
  - 民事執行法による担保不動産競売・担保不動産収益執行による（361条）
  - 使用収益権が認められる（356条）
  - 不動産質の質権者には使用収益権が認められる一方で管理費用など不動産に関する負担を負わなければならず（357条）、また、債権の利息の請求をすることができない（358条）。ただし、特約がなされている場合や担保不動産収益執行開始後はこれらの条文の適用はない（359条）。
- 権利質
  - 原則として民事執行法上の債権執行による。
  - 権利質には直接取立権が認められている（366条）。
  - 果実収取による優先弁済が認められる（362条2項・350条・297条）

#### 費用償還請求権
質権者には費用償還請求権が認められる（350条・299条）。ただし、不動産質の質権者は特約がなされている場合や担保不動産収益執行が開始している場合を除き、管理費用など不動産に関する負担を負わなければならない（357条・359条）。

#### 転質
質権者には転質権が認められる。
- 責任転質
質権者は、不可抗力でも責任を負う（348条）。
  - 共同質入説
原質権者の債権と担保している質権を転質権者に質入すると考える説。質権の付従性を重視している。転質権者は権利の実行として原質権の被担保債権を直接取り立てられる、と解する。
  - 質物再度質入説(多数説)
原質権者が転質権者に対する債務の担保に供する目的をもって、質物上に新たに質入すると考える説。「質物」を転質できると規定する民法348条の文言に合致する。転質権者は権利の実行として原質権の被担保債権を直接取り立てることは出来ない、と解する。
- 承諾転質
留置権及び先取特権の規定の準用（350条）
質権者は過失責任しか負わない（298条）。

### 質権者の義務
- 目的物の保管につき善管注意義務を負う（350条・298条1項）。
- 目的物の使用・賃貸・担保につき債務者の承諾を得る義務を負う （350条・297条2項本文）。ただし、目的物の保存に必要な使用をすることができる（350条・297条2項但書）。なお、不動産質の質権者には356条により当然に使用収益権が認められている。
- 不動産質の質権者は管理費用など不動産に関する負担を負わなければならず（357条）、債権の利息の請求をすることができない（358条）。ただし、特約がなされている場合や担保不動産収益執行開始後はこれらの条文の適用はない（359条）。

## 質権の消滅
- 質権者がその義務に違反したときは、質権設定者・債務者は質権の消滅を請求することができる（350条・297条1項）。
- 不動産質については抵当権の規定が準用されるため（361条）、第三取得者の代価弁済の規定（378条）や抵当権消滅請求の規定（379条以下）により消滅することがある。

## 根質権
- 根質権
質権によって担保される債権には、将来発生する特定の債権や、継続的取引により発生する一定の範囲に属する不特定の債権も含まれる。
  - 根動産質
  - 根不動産質権（361条、398条の2）